# Vorderer Langenberg
Der Vordere Langenberg ist ein 544,6 m hoher Berg im Pfälzerwald (Rheinland-Pfalz).

## Geographie

### Lage
Der Gipfel des Vorderen Langenbergs liegt auf der Waldgemarkung der pfälzischen Landstadt Deidesheim. Er ist ca. 4 km von der Bebauungsgrenze der Stadt entfernt. Unmittelbar nördlich des Gipfels verläuft die Gemarkungsgrenze zwischen Deidesheim und Wachenheim an der Weinstraße. Etwas weniger als 700 m östlich des Gipfels ist die Bergspitze des 516 m hohen Eckkopfs mit dem Eckkopfturm. 
Bis kurz unterhalb des Gipfels führt ein Forstweg, der sich allerdings – Stand Juli 2019 – in einem sehr schlechten Zustand befindet.

### Naturräumliche Zuordnung
Der Vordere Langenberg gehört zum Naturraum Pfälzerwald und hier wiederum zum Mittelgebirgszug Haardt.
In der Hierarchie der Naturräume liegt der Vordere Langenberg in folgender Schachtelung:
- Großregion 1. Ordnung: Schichtstufenland beiderseits des Oberrheingrabens
- Großregion 2. Ordnung: Pfälzisch-saarländisches Schichtstufenland
- Großregion 3. Ordnung: Pfälzerwald
- Region 4. Ordnung (Haupteinheit): Mittlerer Pfälzerwald
- Region 5. Ordnung: Haardt

## Tourismus
Entlang seiner Südflanke verläuft ein Wanderweg, der mit einem weiß-roten Balken markiert ist.